# بافلوفسك بوساد رايون
بافلوفسك بوساد رايون (بالروسية: Павлово-Посадский район) هي إحدى المناطق الإدارية في محافظة موسكو. مركزها الإداري هو مدينة بافلوفسك بوساد.

تحوي المدن والقرى التالية: بافلوفسك بوساد، بولشيي دفوري، راخمانوفو، يفسييفو، كوزنيتسي وغيرها. 

بافلوفسك بوساد رايون على خريطة محافظة موسكو